# Булухан-хатун
Булухан-хатун, Булуган, Болгана, Болгара (монг. Булган — «соболь») — знатная монголка из рода баяут, жившая во второй половине XIII века, девятая и главная жена ильхана Абаги. После смерти супруга в 1282 году по обычаю левирата вышла замуж за одного из сыновей покойного, своего пасынка Аргуна. 

## Биография

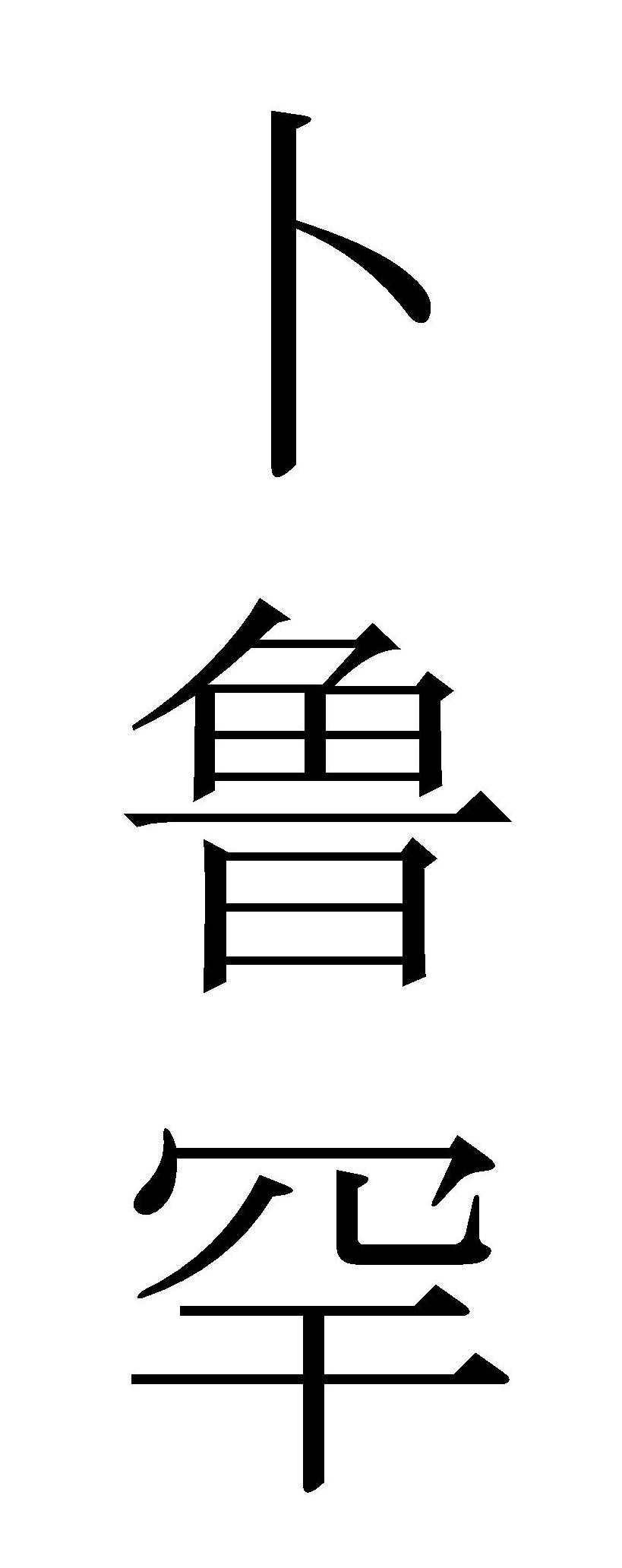
Имя Булухан-хатун в китайском написании

Будучи главной женой Абаги, в управлении ильханатом Булухан играла не последнюю роль. Известен случай, когда благодаря её заступничеству Абага сохранил жизнь визирю, обвинённому в государственной измене. За советом к супруге Аргун обращался и в военных делах. Брат Абаги Текудер, после кончины первого ставший новым ильханом, также относился к Булухан с большим уважением. 

### Семья и потомки
Дочь Булухан Малика была выдана замуж за дальнего родственника матери. Не имея собственных сыновей, Булухан активно участвовала в воспитании приёмных внуков Газана и Олджейту, оба из которых впоследствии управляли государством.

### Смерть
По сообщению Рашид ад-Дина, Булухан-хатун умерла 23 числа месяца сафара 685 года Хиджры, или 20 апреля 1286 года. Гроб с её телом был доставлен в Саджас к юго-западу от Солтании — место, где, по всей видимости, пятью годами позднее был захоронен и сам Аргун. Некоторые драгоценности, принадлежавшие покойной, Аргун оставил себе, остальные же, в том числе подаренные Абагой, передал сыну Газану. 
После смерти супруги Аргун обратился к своему родственнику Хубилаю, правившему в Китае, с просьбой прислать одну из родственниц Булуган в качестве новой невесты. Выбор пал на 17-летнюю Кокечин, сопровождать которую поручили Марко Поло. Свадебный эскорт прибыл в Персию в 1293 году, однако незадолго до этого Аргун-хан скончался. Кокечин-хатун стала женой сына Аргуна Газана. 